# Rhyacotriton kezeri
Rhyacotriton kezeri is een salamander uit de familie olympusbergsalamanders (Rhyacotritonidae). De soort werd voor het eerst wetenschappelijk beschreven door David A. Good en David Burton Wake in 1992.

## Uiterlijke kenmerken
De salamander heeft een gedrongen lichaam met een korte, zijdelings afgeplatte staart, grote ogen en relatief korte poten en een heldere gele of oranje buik en meestal oranje onderzijde van de staart, vooral bij de mannetjes die ook te onderscheiden zijn door twee grote uitstulpingen net achter de cloaca. Van andere soorten uit het geslacht Rhyacotriton is de soort te onderscheiden door de donkerbruine bovenzijde van het lichaam met op de flanken kleine witte vlekjes; andere soorten hebben meestal zwarte vlekken of stippen en een lichtere bovenzijde.

## Algemeen
Rhyacotriton kezeri bereikt een lichaamslengte van ongeveer 12 centimeter. De salamander komt endemisch voor in de Verenigde Staten in delen van Washington en Oregon. De habitat bestaat uit beboste gebieden met koele, snelstromende stroompjes en de soort is sterker aan water gebonden dan veel andere salamanders. Het voedsel bestaat uit allerlei kleine ongewervelden, zowel kleine insecten als slakjes die meestal op het land worden gegeten, maar ze komen nooit ver uit de buurt van water. Bij gevaar laat de salamander de buikzijde zien, dit wordt ook wel het unkenreflex genoemd.

## Voortplanting
De larven worden groter dan die van andere soorten uit dit geslacht en hebben ook meer pigment. De kieuwen zijn zeer klein en de larven verstoppen zich tussen stenen op de bodem van stroompjes tot ze pootjes krijgen en aan land kruipen. Er is niet veel bekend over de voortplanting van olympische salamanders omdat ze de eitjes goed verstoppen. Het enige legsel dat van alle soorten ooit is gevonden was van deze soort en bevatte meer dan 30 eitjes.